# Gian Battista Brocchi
Gian Battista Brocchi (Bassano del Grappa, 18 febbraio 1772 – Khartum, 25 settembre 1826) è stato un geologo italiano.
Contribuì a elevare a scienza lo studio dei fossili visti come indicatori di determinate fisionomie ed età dei terreni che li contenevano.
Descrisse le miniere e la struttura geologica del Bresciano e della Val di Fassa, dando un valido contributo alla metallurgia e alla chimica metallurgica.
Importanti le raccolte botaniche effettuate sia nel Bresciano sia negli altri luoghi da lui visitati.

## Biografia

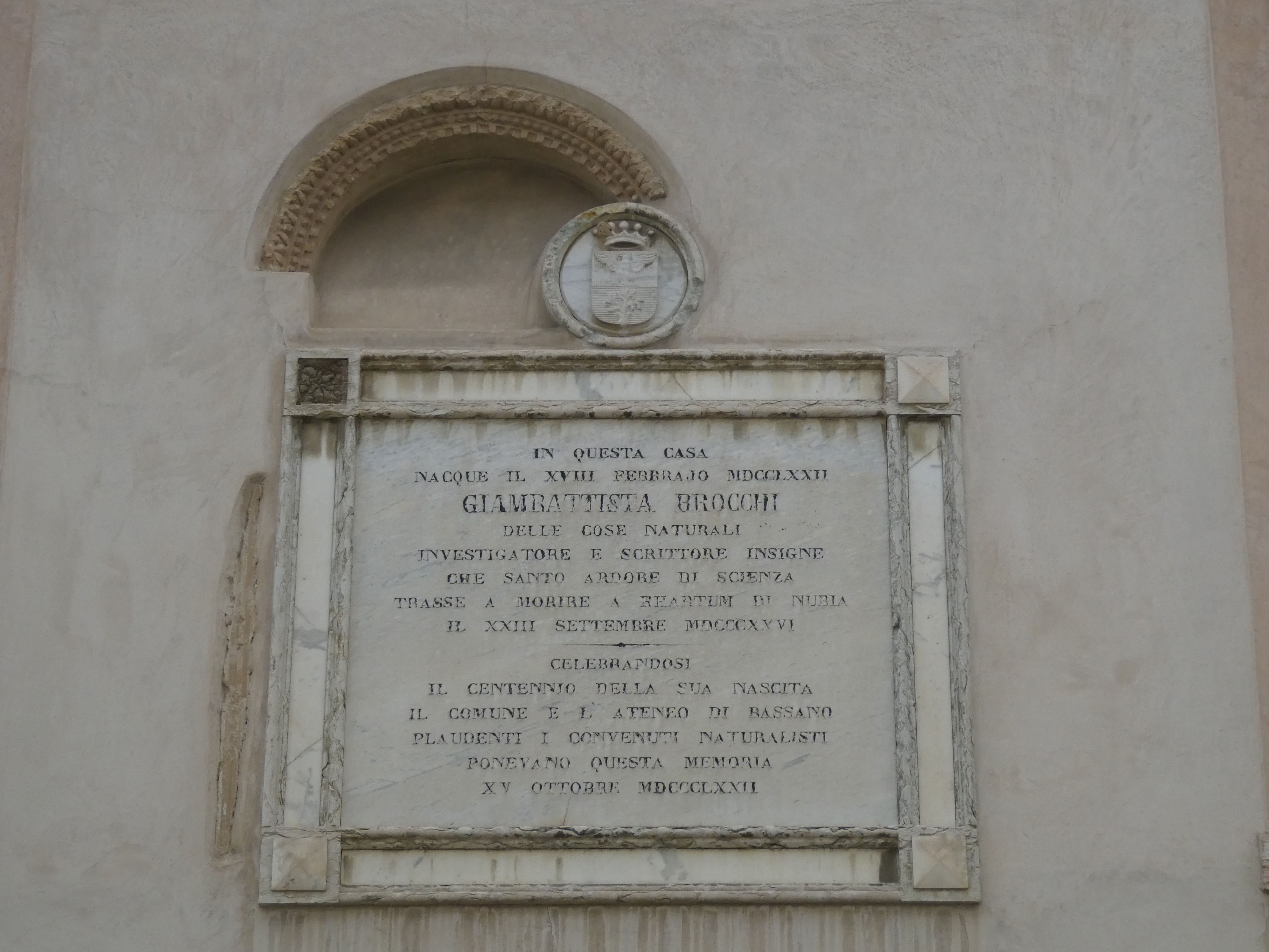
Targa sulla casa natale a Bassano del Grappa

Di nobile famiglia bassanese, studiò Giurisprudenza e Teologia all'Università degli Studi di Padova ma si interessò presto di scienze naturali: geologo e paleontologo, si occupò anche di mineralogia, botanica e zoologia.
Fu professore di storia naturale al Liceo di Brescia dal 1801 al 1808, anno in cui fu chiamato nell'amministrazione napoleonica del Regno d'Italia come Ispettore delle miniere e si trasferì a Milano. Brocchi mantenne questo incarico fino allo scioglimento del Consiglio delle Miniere nel 1814 e pubblicò tre trattati mineralogici su alcune valli lombarde e sudtirolesi; suo il Trattato mineralogico e chimico sulle miniere di ferro del Dipartimento del Mella (Brescia 1808).
Tra 1811 e 1819 compì frequenti viaggi di indagine naturalistica e soprattutto geologica in varie regioni d'Italia interessandosi in particolare ai terreni vulcanici di Lazio e Campania.
Nel 1821 visitò anche Carnia e Carinzia.
Dal 1822 dedicò i suoi studi all'Egitto, alla Siria e al Sennar dove morì.

## Riconoscimenti
Gli è stato dedicato un liceo a Bassano del Grappa, il liceo G.B. Brocchi, edificato nel palazzo appartenuto allo scienziato che conserva affreschi di Jacopo Da Ponte.
Un busto di Gian Battista Brocchi è stato donato dello scienziato e naturalista barone padovano Achille De Zigno al museo di geologia di Bologna, in occasione del Secondo Congresso Internazionale di Geologia che vi si svolse nel 1881. La città di Padova gli ha intitolato una via.